# Corvetto Artweek
Corvetto Artweek és una mostra d'art contemporani que té lloc anualment a Milà al barri de Corvetto a prop del museu d'art Fondazione Prada.

## Història
Corvetto Artweek neix d'una idea de galeristes i col·leccionistes com a fira d'art en una àrea de recerca avantguardista de Milà anomenada  Corvetto (que té lloc a principis d'abril) i Aleshores s'ha consolidat al llarg dels anys com una cita internacional també per a la recerca artística.
Per la importància de l'exposició, la zona s'ha omplert al llarg dels anys de nombroses galeries d'art, i estudis d'artistes d'arreu del món, que de vegades ceden els seus espais a empreses de moda de luxe.
A prop de la zona de Corvetto també hi ha el conegut club Plastic, que era freqüentat regularment a Milà per Andy Warhol.